# Yvonne Rüger-Krömker
Yvonne Rüger-Krömker (* 16. Juli 1976 in Bad Oeynhausen als Yvonne Krömker) ist eine ehemalige deutsche Triathletin und Ironman-Siegerin (2004).

## Werdegang
1993 startete Yvonne Krömker in Exter bei ihrem ersten Triathlon.

### Siegerin Ironman Switzerland 2004
2004 siegte sie in Zürich über die Langdistanz beim Ironman (3,86 km Schwimmen, 180,2 km Radfahren und 42,195 km Laufen), musste sich 2005 nach Knieproblemen einer Operation unterziehen und für einige Jahre sportlich pausieren.
Rüger-Krömker war seit 2005 im Bereich Sportmedizin als wissenschaftliche Mitarbeiterin an der Universitätsklinikum Tübingen tätig.
Sie wurde trainiert von Ralf Ebli und nach vier Jahren Pause startete sie 2009 wieder bei Triathlon-Wettkämpfen auf der Mittel- und Langdistanz.
2011 pausierte sie nach der Geburt ihrer Tochter.
Sie wohnt zusammen mit ihrem Mann  und ihrer Tochter in München.

## Sportliche Erfolge
| Datum/Jahr    | Rang | Wettbewerb                 | Austragungsort    | Zeit     | Bemerkung                                      |
| ------------- | ---- | -------------------------- | ----------------- | -------- | ---------------------------------------------- |
| 6. Juni 2010  | 8    | Ironman 70.3 Switzerland   | Rapperswil-Jona   | 04:48:07 | hinter der Schweizer Siegerin Caroline Steffen |
| 16. Juni 2002 | 20   | ITU Triathlon European Cup | Frankfurt am Main | 02:03:40 |                                                |

| Datum/Jahr    | Rang | Wettbewerb                  | Austragungsort | Zeit     | Bemerkung                                                                                      |
| ------------- | ---- | --------------------------- | -------------- | -------- | ---------------------------------------------------------------------------------------------- |
| 1. Aug. 2010  | 4    | Ironman Regensburg          | Regensburg     | 09:44:49 | drittschnellste Profi-Athletin                                                                 |
| 4. Okt. 2009  | 6    | Challenge Barcelona-Maresme | Barcelona      | 09:47:45 | auf der Langdistanz                                                                            |
| 29. Aug. 2009 | 1    | Austria-Triathlon           | Podersdorf     |          | Sieger auf der Mitteldistanz vor der Ungarin Amelita Sved und der Österreicherin Barbara Tesar |
| 16. Okt. 2004 | 13   | Ironman Hawaii              | Hawaii         | 10:25:02 |                                                                                                |
| 25. Juli 2004 | 1    | Ironman Switzerland         | Zürich         | 09:31:01 |                                                                                                |
| 27. Juli 2003 | 2    | Ironman Switzerland         | Zürich         | 09:42:46 |                                                                                                |